# We All Have Demons
We All Have Demons è l'album di debutto del gruppo musicale statunitense The Color Morale, pubblicato il 1º settembre 2009 dalla Rise Records.

## Tracce
Testi e musiche dei The Color Morale.
1. The Sage of Washington Oaks – 1:51
2. Close Your Eyes and Look Away – 3:35
3. When One Was Desolate – 4:15
4. Humannequin – 3:15
5. Resource: Recourse – 2:13
6. A Sponge in the Ocean – 3:26
7. Hopes Anchor (featuring Brian Tombari) – 4:57
8. Manumission – 1:23
9. The Man Behind the Hands – 4:19
10. I, the Jury – 5:10

## Formazione
The Color Morale
- Garret Rapp – voce
- Ramon Mendoza – chitarra solista
- John Bross – chitarra ritmica, voce secondaria
- Justin Hieser – basso, voce secondaria
- Steve Carey – batteria, percussioni

Altri musicisti
- Brian Tombari – voce in Hopes Anchor

Produzione
- Joey Sturgis – produzione, ingegneria del suono, missaggio, mastering